# Carl Vaugoin
Carl Vaugoin (8. července 1873 Vídeň – 10. června 1949 Kremže) byl rakouský politik, představitel Křesťansko-sociální strany, jejímž předsedou byl v letech 1930 až 1933. Od 30. září 1930 do 4. prosince 1930 byl kancléřem Rakouska. Dosáhl unikátní bilance - byl ministrem obrany v patnácti vládních kabinetech v letech 1921 až 1933.

## Život
Byl synem klenotníka a vídeňského městského rady. Po maturitě v roce 1892 se přihlásil jako roční dobrovolník s cílem stát se kariérním důstojníkem, ale byl shledán pro tento úkol nevhodným a v roce 1899 byl poslán do civilu. Od roku 1898 pracoval jako účetní dolnorakouské zemské vlády. Toho roku také vstoupil do Křesťansko-sociální strany, kterou v letech 1912 až 1920 zastupoval ve vídeňském zastupitelstvu. První světovou válku, po krátkém působení na frontě, strávil v klidném alpském městečku Scheibbs, daleko od fronty, což mu později vyneslo posměšnou přezdívku „generál Scheibbs“. V letech 1918–1920 byl vídeňským městským radou, v letech 1920–1933 členem Národní rady, v letech 1921–1933 (kromě období od 7. října 1921 do 30. května 1922) ministrem obrany. V letech 1929–1930 byl také vicekancléřem a od září do prosince 1930 rakouským kancléřem. Jako ministr obrany se snažil přeměnit lidovou armádu, která byla po roce 1918 zpočátku levicově orientovaná, na politicky neutrální sílu. Po převratu v roce 1933 zpočátku jako ministr obrany podporoval autoritářský kurz korporativního austrofašistického režimu, ale kvůli rostoucím neshodám s Domobranou byl v roce 1933 zbaven moci a úplně odstaven z politiky. Nastoupil pak k rakouským spolkovým drahám (předseda správní rady v letech 1933–1936). Po anšlusu a nastolení nacistického režimu byl uvězněn (mj. kvůli tomu, že v červnu 1933 prosazoval zákaz NSDAP v Rakousku), ale roku 1939 propuštěn pro nemoc. Byl nicméně postižen "nucenými pobyty" ve středním Německu a Durynsku. Od roku 1943 byl internován v „alternativní nemocnici“ v Litschau. Zde ochrnul a poslední měsíce svého života strávil v klášteře Dürnstein.